# Harmonia do Samba
Harmonia do Samba foi um grupo musical brasileiro de pagode baiano formado em Salvador, Bahia em 1993. Tinha como vocalista Xanddy.

## História
Em dezembro de 1993, Roque Cezar decidiu montar um grupo em Capelinha, bairro de Salvador, para tocar músicas que misturassem samba raiz com samba-reggae e ritmos regionais da Bahia, unindo o pandeiro e o cavaquinho à elementos de percussão e sopro – ritmo esse que ganharia o nome de pagode baiano. Junto com o maestro Bimba e outros amigo músicos eles batizaram o grupo como Harmonia do SSamba e passaram a se apresentar em festividades.
Em 1998, buscando transformar a paixão pela música em profissão, eles convidaram Xanddy, que era vocalista do grupo Gente da Gente, para assumiu os vocais da banda e passaram a apostar em um repertório autoral, assinando com a Abril Music.
Em 1999, foi lançado o primeiro álbum, Harmonia do Samba, que extraiu sucessos como "Vem Neném", "Agachadinho" e "Elevador".
Já no segundo álbum, O Rodo, destacaram-se os sucessos "Paradinha" e "O Rodo".
Xanddy foi escolhido o melhor cantor do Carnaval de Salvador pelo Band Folia em 2004.
Depois a banda emplacou sucessos como "Overdose de Carinho", "Tira a Mão do Bolso", "Peneira", "Destrambelhada", "Mata Papai", "Ficou de Mal", "Deslizando", "Quebra e Samba", "Batifun", "Samba Merengue", "Comando", "Selo de Qualidade" entre outras.
Em 14 de setembro de 2022, o vocalista Xanddy anunciou em suas redes sociais o encerramento do grupo e que o mesmo irá seguir carreira solo.

## Integrantes
- Xanddy: voz
- Mestre Bimba: baixo
- Deco: cavaco
- Luciano Castilho: violão e percussão
- Walnei Duarte: guitarra
- Roque Cezar: bateria
- Durval Oliveira: teclados
- Marthins Santis: percussão
- Jackson Oliveira: percussão
- Marcinho Gomes: percussão
- Eduane Rudhá: percussão
- Kleiton Alves: trombone
- Alyson Ribeiro: sax
- Amarildo Fire: Back vocal

## Discografia

### Álbuns de estúdio
- O Rodo (2000)
- A Casa do Harmonia (2001)
- Meu e Seu (2003)
- Esse Som Vai Te Levar (2007)
- Só Pra Dançar (2010)
- Tudo de Novo (2012)
- Tá no DNA (2015)
- Hoje (2016)
- Atualize-se (2018)

### Álbuns ao vivo
- Harmonia do Samba (1999)
- Pé no Chão: Ao Vivo (2002)
- Da Capelinha para o Mundo (2004)
- Ao Vivo em Salvador (2005)
- Esse Som Vai Te Levar: Ao Vivo (2008)
- Harmonia Romântico (2009)
- Selo de Qualidade (2011)
- Harmonia do Samba: 20 Anos (2013)
- Ao Vivo em Brasília (2017)
- A Melhor Segunda Feira do Mundo: Ao Vivo (2020)

### Extended plays (EPs)
- Ontem (2017)
- Churrasco (2019)[12]

### Singles
Como artista principal
| Título                                          | Ano  | Álbum                          |
| ----------------------------------------------- | ---- | ------------------------------ |
| "Vem Neném"                                     | 1999 | Harmonia do Samba              |
| "Agachadinho"                                   | 1999 | Harmonia do Samba              |
| "Desafio"                                       | 1999 | Harmonia do Samba              |
| "Elevador"                                      | 2000 | Harmonia do Samba              |
| "O Rodo"                                        | 2000 | O Rodo                         |
| "Paradinha"                                     | 2000 | O Rodo                         |
| "Meus Sentimentos"                              | 2001 | O Rodo                         |
| "Te Desejo (Minha Inha)"                        | 2001 | O Rodo                         |
| "Peneira"                                       | 2001 | A Casa do Harmonia             |
| "Overdose de Carinho"                           | 2002 | A Casa do Harmonia             |
| "Tira a Mão do Bolso"                           | 2002 | A Casa do Harmonia             |
| "Destrambelhada"                                | 2002 | Pé no Chão: Ao Vivo            |
| "Mata Papai"                                    | 2003 | Pé no Chão: Ao Vivo            |
| "Ficou de Mal"                                  | 2003 | Pé no Chão: Ao Vivo            |
| "Batifun"                                       | 2003 | Meu e Seu                      |
| "Deslizando"                                    | 2004 | Meu e Seu                      |
| "Quebra e Samba"                                | 2004 | Meu e Seu                      |
| "Pegando Fogo"                                  | 2004 | Da Capelinha para o Mundo      |
| "Pintou Harmonia" (part. Ivete Sangalo)         | 2005 | Ao Vivo em Salvador            |
| "Quem Mandou"                                   | 2005 | Ao Vivo em Salvador            |
| "É Fogo"                                        | 2006 | Ao Vivo em Salvador            |
| "Samba Merengue"                                | 2006 | Esse Som Vai te Levar          |
| "Swing Sangue Bom"                              | 2007 | Esse Som Vai te Levar          |
| "Batida de Rua"                                 | 2008 | Esse Som Vai te Levar: Ao Vivo |
| "Tá Bom" (part. Tony Salles)                    | 2008 | Harmonia Romântico             |
| "Som a Brasileira"                              | 2009 | Harmonia Romântico             |
| "Eu Prometo" (part. Claudia Leitte)             | 2009 | Harmonia Romântico             |
| "Comando"                                       | 2010 | Só Pra Dançar                  |
| "Tudo Bem"                                      | 2010 | Só Pra Dançar                  |
| "Selo de Qualidade"                             | 2011 | Selo de Qualidade              |
| "Tudo Bem"                                      | 2011 | Selo de Qualidade              |
| "Já É Carnaval"                                 | 2012 | Tudo de Novo                   |
| "Quem Manda Sou Eu"                             | 2012 | Tudo de Novo                   |
| "Balança Tudo"                                  | 2012 | Tudo de Novo                   |
| "Quebrou a Cara"                                | 2013 | Tudo de Novo                   |
| "Pra Agradecer"                                 | 2013 | Harmonia do Samba: 20 Anos     |
| "Harmonia Esporte Clube"                        | 2013 | Harmonia do Samba: 20 Anos     |
| "Nova Paradinha"                                | 2014 | Harmonia do Samba: 20 Anos     |
| "Vem pra Mim" (part. Aviões do Forró)           | 2014 | Harmonia do Samba: 20 Anos     |
| "Daquele Jeito"                                 | 2015 | Tá no DNA                      |
| "Tá no DNA"                                     | 2015 | Tá no DNA                      |
| "Hoje Eu Sonhei com Você" (part. Anitta)        | 2015 | Tá no DNA                      |
| "Ai Ai Ai (Samba de Roda)"                      | 2016 | Tá no DNA                      |
| "Molejinho"                                     | 2016 | Tá no DNA                      |
| "Desce com a Gente"                             | 2016 | Hoje                           |
| "Tá no Talento"                                 | 2017 | Hoje                           |
| "Foi Só te Ver"                                 | 2017 | Hoje                           |
| "Hipnotizou" (part. Léo Santana)                | 2017 | Ao Vivo em Brasília            |
| "Tic Nervoso" (part. Anitta)                    | 2018 | Ao Vivo em Brasília            |
| "Isso é Hit"                                    | 2018 | Não adicionado à nenhum álbum  |
| "Vou Apostando" (part. Xand Avião)              | 2018 | Não adicionado à nenhum álbum  |
| "Malandrinha"                                   | 2018 | Atualize-se                    |
| "Respeite"                                      | 2019 | Atualize-se                    |
| "Não Vai Ser Dessa Vez"                         | 2019 | Não adicionado à nenhum álbum  |
| "Churrasco"                                     | 2019 | Churrasco                      |
| "Sacanagenzinha" (part. Ludmilla)               | 2020 | #AMSM Ao Vivo                  |
| "Álcool ou Gasolina" (part. Parangolé)          | 2020 | #AMSM Ao Vivo                  |
| "Piseiro"                                       | 2020 | #AMSM Ao Vivo                  |
| "Pesou o Rolê" (com Di Procópio e Jojo Todynho) | 2021 | Não adicionado à nenhum álbum  |

Como artista convidado
| Título                                                                    | Ano  | Álbum                         |
| ------------------------------------------------------------------------- | ---- | ----------------------------- |
| "Tá Solteira, Mas Não tá Sozinha" (Ivete Sangalo part. Harmonia do Samba) | 2021 | Não adicionado à nenhum álbum |